# 前野信之
前野 信之（まえの のぶゆき）は、江戸時代後期ごろの武士で、阿波徳島藩蜂須賀家に仕えた。初め與四郎を称していたとされ、通称には延左衛門を用いた。阿波前野氏嫡流自有系の六代目当主である。

## 生涯
信之は、阿波徳島藩御奉行役の前野延左衛門自房の四男に生まれた。初め前野與四郎を名乗る。『蜂須賀家家臣成立書并系図』には「妾腹」と記されており、母親は自房の妾のようである。兄弟は多くが妾腹であり、唯一妾腹でなかった三男の彌三郎も早世したため、自房の庶長子で與四郎の同母長兄にあたる牛之助が嫡子と定められ、前野新介有鄰と称し御目見を得た。しかし有鄰は死去し、続いて妾腹次男の前野以禮が嫡子に定められたがこれも死去した。
文化7年（1810年）7月18日、父の自房が死去すると、妾腹四男の與四郎が当主になり、父の自房や祖父の自賢と同じ通称である延左衛門を称して元服、諱を信之とした。同年9月13日、家督を継承する。石高は貮百石（200石）とも貮百五拾石（250石）とも伝わる。始めは国許における留守番であったが、後に在江戸藩士となった。
正妻には増田希哲の娘を迎えた。しかし後に解縁となり、後妻には阿波前野氏と縁戚の槙島家から槙島重勇の娘が迎えられた。長男の寛太郎が早世したため、縁戚にあたる佐々直貞に願い通って直貞の義弟を婿養子に迎え、阿波前野氏代々の通字の「自」と信之の「之」の字の偏諱を合わせて前野嚴蔵自之と名乗らせた。
嘉永3年（1851年）6月24日、養子の嚴蔵自之への家督継承を願い置いて病死する。

## 氏族
前野氏は、桓武天皇皇子の良岑安世を始祖とする良岑氏の系統 で、平安時代後期に創設された氏である。立木田高成の子である前野高長が母の生地にちなんで荘園に前野（現在の愛知県江南市前野町〜大口町辺り）と名付けてそれを家号とし、その曾孫の前野時綱が自らの名字としたのが始まりとされている。宗家前野長康婿養子の前野忠康（舞兵庫）の養子である前野自性が讃岐前野氏初代となって讃岐高松藩生駒家に仕えたが、生駒騒動を起こして一党は切腹及び死罪となり、自性次男の自有が阿波に移って阿波前野氏初代となった。

## 系譜
- 祖父：前野延左衛門自賢
- 父：前野延左衛門自房
- 母：自房妾
- 正妻：増田哲次希哲娘
- 後妻：槙島茂兵衛重勇（淳易）娘[3]
- 生母不明の子女
  - 女子：片山孝次郎幸和室
  - 男子：前野寛太郎（早世）
  - 女子：早世
  - 女子：前野嚴蔵自之室
  - 女子：上田應輔重武室
  - 女子：原吉之丞長朋室
- 養子
  - 男子：前野嚴蔵自之 - 佐々猟蔵直幸四男